# Дембовский, Ян Богдан
Ян Богдан Дембовский (пол. Jan Bohdan Dembowski; 26 декабря 1889, Санкт-Петербург — 22 сентября 1963, Варшава) — польский зоолог, общественный и государственный деятель, иностранный член Академии наук СССР (1958).

## Биография
В 1912 г. окончил Петербургский университет. Также обучался в Венском университете.
С 1922 г. — заведующий кафедрой биологии института им. М. Ненцкого в Варшаве (в 1933—34 гг. — директор этого института); в 1934—39 гг. — профессор университета им. Стефана Батория в Вильнюсе, в 1940—41 гг. преподавал в университете марксизма-ленинизма в Вильнюсе. В 1944—47 гг., будучи атташе посольства ПНР в Москве, работал в Институте экспериментальной биологии АМН СССР. В 1947—52 гг. — профессор Лодзинского университета, в 1952—60 гг. — директор Института экспериментальной биологии в Варшаве. В 1952—60 гг. — профессор Варшавского университета.
- 1948—1952 гг. — председатель Польского комитета защиты мира,
- 1952—1956 гг. — президент Польской Академии наук,
- 1952—1957 гг. — маршал сейма ПНР,
- 1952—1957 гг. — заместитель председателя Государственного Совета.

В 1951—53 гг. — председатель Комитета по присуждению государственных премий ПНР, в 1952—56 гг. — заместитель председателя Национального комитета Национального фронта.
Основные работы посвящены поведению и зоопсихологии различных групп животных, в частности явлениям «памяти», ритму деления, тропизмам у инфузорий; в опытах на крабах исследовал некоторые инстинкты.
Иностранный член Академии наук СССР (1958), Венгерской академии наук, Национальной академии наук в Нью-Йорке.

## Научные труды
- Psychologia zwierzat, [Warsz.], 1946;
- Nauka radziecka, Warsz., 1947, 4 wyd., Warsz., 1949;
- Psychologia małp, 2 wyd., Warsz., 1951.

## Награды и звания
Дважды лауреат Государственной научной премии ПНР (1949, 1955). Награждён орденом Строителей Народной Польши, Командор со звездой ордена Возрождения Польши (1951) и офицер ордена Возрождения Польши.